# Bactrocera tsuneonis
Bactrocera tsuneonis är en tvåvingeart som först beskrevs av Tsutome Miyake 1919. 
Bactrocera tsuneonis ingår i släktet Bactrocera och familjen borrflugor. Inga underarter finns listade.